# Carebaco-Meisterschaft 2015
Die Carebaco-Meisterschaft 2015 (auch Carebaco International 2015) im Badminton fand vom 26. bis zum 30. August 2015 in Santo Domingo statt.

## Sieger und Platzierte
| Disziplin    | Gold                                        | Silber                                | Bronze                                       |
| ------------ | ------------------------------------------- | ------------------------------------- | -------------------------------------------- |
| Herreneinzel | Gareth Henry                                | William Cabrera                       | Arturo Hernández                             |
| Herreneinzel | Gareth Henry                                | William Cabrera                       | Nelson Javier                                |
| Dameneinzel  | Solángel Guzmán                             | Daigenis Saturria                     | Avril Plaza Marcelle                         |
| Dameneinzel  | Solángel Guzmán                             | Daigenis Saturria                     | Licelott Sanchez                             |
| Herrendoppel | Gareth Henry Dayvon Reid                    | Dennis Coke Anthony McNee             | Therry Aquino Reimi Starling Cabrera Rosario |
| Herrendoppel | Gareth Henry Dayvon Reid                    | Dennis Coke Anthony McNee             | William Cabrera Nelson Javier                |
| Damendoppel  | Daigenis Mercedes Saturria Licelott Sanchez | Leanna Castanada Avril Plaza Marcelle | Ruth Williams Katherine Wynter               |
| Damendoppel  | Daigenis Mercedes Saturria Licelott Sanchez | Leanna Castanada Avril Plaza Marcelle | Monyata Riviera Tamisha Williams             |
| Mixed        | Nelson Javier Daigenis Saturria             | Gareth Henry Katherine Wynter         | William Cabrera Licelott Sanchez             |
| Mixed        | Nelson Javier Daigenis Saturria             | Gareth Henry Katherine Wynter         | Therry Aquino Luz Clarita Valdez Ogando      |
| Teams        | Jamaika                                     | Dominikanische Republik               | Trinidad und Tobago                          |